# Oberstreu
Oberstreu est une commune de Bavière (Allemagne), située dans l'arrondissement de Rhön-Grabfeld, dans le district de Basse-Franconie.